# Coniatin, Putila
Coniatin, întâlnit și sub forma Coneatin (în ucraineană Конятин, transliterat: Koneatîn și în germană Koniatyn) este un sat reședință de comună în raionul Putila din regiunea Cernăuți (Ucraina). Are 677 locuitori, preponderent ucraineni (huțuli).
Satul este situat la o altitudine de 563 metri, pe malul râului Ceremușul Alb, în partea de est a raionului Putila. De această comună depind administrativ satele Lipovețul Mare și Samacova.

## Istorie
Localitatea Coniatin a făcut parte încă de la înființare din regiunea istorică Bucovina a Principatului Moldovei. În ianuarie 1775, ca urmare a atitudinii de neutralitate pe care a avut-o în timpul conflictului militar dintre Turcia și Rusia (1768-1774), Imperiul Habsburgic (Austria de astăzi) a primit o parte din teritoriul Moldovei, teritoriu cunoscut sub denumirea de Bucovina. După anexarea Bucovinei de către Imperiul Habsburgic în anul 1775, localitatea Coniatin a făcut parte din Ducatul Bucovinei, guvernat de către austrieci, făcând parte din districtul Putila (în germană Putilla). 
După Unirea Bucovinei cu România la 28 noiembrie 1918, satul Coniatin a făcut parte din componența României, în Plasa Putilei a județului Rădăuți. Pe atunci, majoritatea populației era formată din ucraineni. 
Ca urmare a Pactului Ribbentrop-Molotov (1939), Bucovina de Nord a fost anexată de către URSS la 28 iunie 1940, reintrând în componența României în perioada 1941-1944. Apoi, Bucovina de Nord a fost reocupată de către URSS în anul 1944 și integrată în componența RSS Ucrainene. 
Începând din anul 1991, satul Coniatin face parte din raionul Putila al regiunii Cernăuți din cadrul Ucrainei independente. Conform recensământului din 1989, numărul locuitorilor care s-au declarat români sau moldoveni era de 1 (1+0), reprezentând 0,15% din populație . În prezent, satul are 677 locuitori, preponderent ucraineni.

## Demografie
Componența lingvistică a localității Coniatin
     Ucraineană (99,41%)
     Alte limbi (0,59%)
Conform recensământului din 2001, majoritatea populației localității Coniatin era vorbitoare de ucraineană (99,41%), existând în minoritate și vorbitori de alte limbi.
1989: 676 (recensământ) 
2007: 677 (estimare)

## Recensământul din 1930
Componența etnică a comunei Coniatin (județul Rădăuți)
     Români (0,74%)
     Evrei (1,31%)
     Ruteni (2,12%)
     Huțuli (95,83%)
Componența confesională a comunei Coniatin
     Ortodocși (97,95%)
     Mozaici (1,31%)
     Greco-catolici (0,41%)
     Baptiști (0,33%)
Conform recensământului efectuat în 1930, populația comunei Coniatin se ridica la 1222 locuitori. Majoritatea locuitorilor erau huțuli (95,83%), cu o minoritate de evrei (1,31%), una de ruteni (2,12%) și una de români (0,74%). Din punct de vedere confesional, majoritatea locuitorilor erau ortodocși (97,95%), dar existau și greco-catolici (0,41%), mozaici (1,31%) și baptiști (0,33%).

## Obiective turistice
Coniatin era în perioada interbelică  o stațiune climaterică de interes local, situată în regiunea muntoasă, pe valea Ceremușului-Alb, la 48 km de stația CFR Seletin.
Aici se află o biserică de lemn cu hramul "Sf. Vasile", construită în anul 1790 .